# 弘前市立修斉小学校
弘前市立修斉小学校（ひろさきしりつ しゅうせいしょうがっこう）は、青森県弘前市十面沢にあった公立小学校である。

## 概要
弘前市の北部、十面沢地区にあった。市内では最も北側にある小学校で学区は鰺ヶ沢町や鶴田町、つがる市と接している。1学年1学級で1クラス10人程度の小規模校であった。主な進学先は、学区内の裾野中学校。

## 沿革
- 1877年（明治10年） - 創立する[1]。
- 1892年（明治25年） - 十腰内の十腰内簡易小学校を修斉尋常小学校と改称。
- 1926年（大正15年） - 現在の十面沢字赤坂に移転する。
- 1936年（昭和11年） - 高等科設置。修斉高等尋常小学校と改称。
- 1941年（昭和16年）4月1日 - 国民学校令交付により、修斉国民学校になる。
- 1947年（昭和22年）4月1日 - 新学制（六・三制教育）により、修斉小学校と改称。高等科を廃止し、修斉中学校を併設。
- 1958年（昭和33年）4月1日 - 修斉中学校が分離独立[2]。
- 1965年（昭和40年） - 小学校校舎を新築する。
- 1982年（昭和57年） - 弘前市立草薙小学校に併設されていた草薙中学校と修斉中学校が統合し、同じ十面沢内に弘前市立裾野中学校が開校する。
- 2016年（平成28年） - 本校と草薙小学校を統合した弘前市立裾野小学校開校により、閉校。

## 学区
十面沢、十腰内。

## 周辺
- 青森県道31号弘前鯵ケ沢線[4]

## 交通
- 弘南バス 「修斉小学校前」下車
  - 高杉・鬼沢経由 弘前 - 十腰内・鰺ヶ沢線
  - 三世寺経由 弘前 - 十腰内線
  - 楢の木・糠坪経由 十腰内 - 弘前駅線
  - 鰺ヶ沢 - 聖愛高校線

## アクセス
- JR東日本奥羽本線・弘南鉄道弘南線弘前駅から、
  - 自動車で約21.8km・約45分。
  - 弘南バス弘前～鯵ヶ沢・堂ヶ沢線で、「修斉小学校前」バス停まで、45～50分。
- 東北自動車道大鰐弘前ICから、自動車で55分。